# مزرعة العموري (وادي العين)
'

تعديل مصدري - تعديل

مزرعة العموري هي إحدى قرى عزلة وادي العين بمديرية حورة التابعة لمحافظة حضرموت، بلغ تعداد سكانها 19 نسمة حسب تعداد اليمن لعام 2004.